# Marin Soljačić
Marin Soljačić (Zagreb, 7. veljače 1974.)  hrvatski je znanstvenik, profesor na odsjeku za fiziku na najprestižnijem svjetskom tehničkom sveučilištu, Massachusetts Institute of Technology (MIT) u Massachusettsu (SAD). 

## Znanstvena karijera
Nakon mature u zagrebačkom MIOC-u (danas XV. gimnazija), od MIT-a dobiva stipendiju za studij na MIT-u, gdje je 1996. diplomirao dva studija: fiziku i elektrotehniku. 1998. završava magisterij iz fizike na Sveučilištu Princeton, pod mentorstvom prof. Franka Wilczeka (dobitnika Nobelove nagrade za fiziku 2004.). 2000. završava doktorat na Sveučilištu Princeton iz fizike, pod mentorstvom prof. Mordechaia Segeva. Iste godine započinje prestižni Pappalardo post-doktorski studij na MIT-u. 2003. postaje vodeći istraživač na MIT-u, a 2005. profesor fizike na MIT-u. 
Godine 2006., predstavio je rad pod nazivom 'Bežični nezračeći prijenos energije' koji bi, uspije li se primijeniti i u praksi, u budućnosti mogao omogućiti mnogo korisnih primjena jer bi se omogućio bežični prijenos električne energije.
Marin Soljačić stručnjak je za elektromagnetske fenomene, a posebice za nelinearnu optiku i nano-fotoniku. Koautor je mnoštva patenata, i znanstvenih radova u vodećim znanstvenim časopisima. Soljačić danas živi u Bostonu sa suprugom i sinom i vodi uspješnu karijeru.

## Bežični nezračeći prijenos energije
U časopisu "Science" objavljeno je 7. lipnja 2007. godine, da je Marin Soljačić sa suradnicima u praksi izveo prvi eksperiment bežičnog nezračećeg prijenosa energije, u kojem su iz strujne mreže pomoću dviju zavojnica udaljenih dva metra uspjeli upaliti žarulju od 60 W. Zavojnice su ugođene na rezonantnu frekvenciju od 10 MHz, a magnetsko polje kojim se energija prenosi samo slabo utječe na ljude, uređaje i objekte koji nisu u rezonanciji. Prenijeto je 40% energije.

## Nagrade
- U 2005. godini dobiva “Medalju Adolph Lomb” Američkog optičkog društva (Optical Society of America), koju dotično strukovno udruženje dodjeljuje svake godine jednom znanstveniku mlađem od 35 godina, za najbitnija otkrića u optici širom svijeta.
- U 2006. godini dobitnik je prestižne nagrade TR35 koja se dodjeljuje najboljim inovatorima mlađim od 35 godina. Riječ je o nagradi koju dodjeljuje "Technology Review", najstariji časopis za tehnologiju na svijetu.
- Magazin "The New York Times" je među 70 izvanrednih i genijalnih ideja koje su obilježile 2007. godinu uvrstio i koncept bežičnog nezračećeg prijenosa energije "WiTricity".[7]
- Dana 23. rujna 2008. godine, Marin Soljačić uvršten je među 25 imena dobitnika nagrade MacArthur Fellowships za 2008. godinu.[8]
- Marin Soljačić jedan je od tri dobitnika „Blavatnik Awards for Young Scientists", američke nagrade za najbolje znanstvenike mlađe od 42 godine.[9]

## Vanjske poveznice
- Službena stranica (eng.)
- Technology Review - TR35  Arhivirana inačica izvorne stranice od 20. veljače 2007. (Wayback Machine) (eng.)